# Mega Man X4
Mega Man X4, conosciuto come Rockman X4 (ロックマンX4?, Rokuman Ekkusu 4) in Giappone, è un videogioco a piattaforme sviluppato dalla Capcom. È il quarto titolo della serie iniziata con Mega Man X, e il secondo della serie ad essere pubblicato per Sega Saturn e PlayStation. Le due versioni sono state commercializzate contemporaneamente in Giappone il 1º agosto 1997. Una versione per il mercato americano è stata pubblicata il settembre successivo, mentre in Europa il videogioco è stato reso disponibile il 13 ottobre 1997.

## Trama
La storia è come al solito basata sulla lotta fra i Maverick Hunters comandati da X e Zero contro il potente e malvagio Sigma, capo dei Maverick. Ma a differenza dei capitoli precedenti la storia ha dei cambiamenti che dipendono dalla scelta del giocatore. Tale scelta consiste se affrontare la storia nei panni di X o nei panni di Zero.

### X
Un misterioso reploide decide di informare General, capo della Repliforce, che i Maverick Hunter vogliono distruggerli ma lui non crede alle parole del reploide. Nel frattempo X viene a sapere che un gruppo di Maverick sta attaccando una città. Durante la missione incontra un suo compagno: Magma Dragoon il quale consiglia a X di fuggire vista la situazione. Nonostante gli sforzi del Maverick Hunter la città viene rasa al suolo e X incontra Colonel, comandante della Repliforce, e gli dice di arrendersi prima che lui e tutta la tua armata vengano considerati dei Maverick, ma il reploide non accetta e General decide di creare una nazione indipendente. X deve fermare sia la Repliforce (Slash Beast, Jet Stingray, Storm Owl, Frost Walrus, Web Spider) che i Maverick (Cyber Peacock, Split Mushroom e fra cui Magma Dragoon). Dopo aver sconfitto Colonel, X raggiunge l'arma finale della Repliforce ma viene bloccato dal suo aiutante Double che si rivela essere un Maverick. Il Maverick Hunter sconfigge sia Double che General ma l'arma finale sembra controllata da qualcun altro. Quel qualcuno si rivela Sigma il quale ha manipolato la Repliforce per distruggere i Maverick Hunter ma viene sconfitto e General si sacrifica per distruggere l'arma finale. X si chiede se anche lui diventerà un Maverick (un chiaro riferimento all'idea iniziale del creatore di rendere X un Maverick nella serie Zero), viene contattato da Zero e gli chiede di ucciderlo nel caso diventasse come Sigma. Zero gli dice di non essere ridicolo e chiude il contatto.

### Zero
Mentre Zero è in ibernazione ha un sogno dove incontra uno scienziato (molto probabilmente il Dottor Wily) che gli dice di distruggere il suo rivale (X, così sconfiggendo pure il Dottor Light). Mentre riflette ciò Zero viene avvertito che una città viene attaccata e incontra Magma Dragoon che gli dice di scappare. Zero non riesce a salvare la città ma salva la sorella di Colonel: Iris. Come con X, Colonel non accetta di arrendersi e nonostante le proteste di Iris, Zero combatte contro Colonel e finisce per ucciderlo provocando l'ira della sorella che lo affronta ma muore nello scontro. Zero in preda alla rabbia sconfigge General e incontra Sigma il quale gli rivela che prima di diventare un Maverick ha affrontato Zero venendo messo in serie difficoltà venendo salvato solo da un malfunzionamento nei circuiti del reploide, che a sua volta causa la contaminazione Maverick a Sigma stesso. Dopo aver sconfitto Sigma e il sacrificio di General per fermare l'arma finale, Zero si dispera per non essere riuscito a salvare le persone a lui care.

## Modalità di gioco
Questo è il primo capitolo della serie in cui è possibile giocare liberamente nei panni di Zero (in Mega Man X3 è possibile solo in determinate situazioni). Mentre X è dotato di armi a distanza, l'arma di base di Zero è una spada a corto raggio. Sconfiggendo i Maverick, è possibile ottenere nuove armi e mosse speciali.
Questo capitolo è il secondo serie in cui i filmati FMV sono realizzati in stile anime giapponese, dopo le versioni PC, Saturn e PlayStation del precedente episodio, anche se si tratta comunque del primo dove i filmati presentano dei dialoghi interamente doppiati.

## Colonna sonora
La colonna sonora del gioco è curata da Toshihiko Horiyama. Nella versione giapponese, la sigla iniziale "Makenai Ai ga Kitto aru" e i crediti "One More Chance" sono eseguite da Yukie Nakama, sostituite da nuovi brani strumentali per le versioni occidentali.